# Ioan Petru Culianu
Ioan Petru Culianu (5. ledna 1950 Jasy – 21. května 1991 Chicago) byl rumunsko-americký historik náboženství, specializovaný především na pozdní antiku, gnosticismus a renesanční magii, také filozof a esejista. Na Bukurešťské univerzitě studoval italský jazyk a literaturu, během studijního pobytu v Itálii požádal o politický azyl a později získal doktorát v oboru dějin náboženství na Katolické univerzitě Nejsvětějšího Srdce v Miláně. Následně studoval na Pařížské univerzitě a pracoval na Groningenské univerzitě a Chicagské univerzitě. Na poslední zmíněné univerzitě byl od roku 1988 profesorem dějin náboženství.
V roce 1974 se setkal s Mirceou Eliadem, dalším rumunským historikem náboženství, který ho považoval za svého nástupce. Po Eliadeho smrti v roce 1986 se Culianu stal správcem a vykonavatelem jeho literární pozůstalosti.
Ioan Petru Culianu byl zavražděn 21. května 1991 jednou střelnou ranou do týla a nalezen na toaletě Chicagské univerzity. Jeho smrt nebyla nikdy objasněna. Vražda se stala námětem pro knihu novináře Teda Antona Eros, Magic and the Murder of Professor Culianu a pro román historika náboženství Bruce Lincolna Secrets, Lies, and Consequences z roku 2024. Objevily se spekulace, že za ní stáli příslušníci bývalé rumunské tajné policie Securitate, s ohledem na Culianovu kritiku komunistického i postkomunistického režimu v zemi. Další spekulace vraždu spojovaly s ochlazením jeho přátelství s Eliadem, předcházejícím těsně jeho smrti, souvisejícím s odhalením jeho spojení se Železnou gardou před 2. světovou válkou. Podle této hypotézy byl Culianu zavražděn některým ze sympatizantů Železné gardy.

## Výběr z díla
- Éros et Magie à la Renaissance. 1484; 1984 (Erós a magie v období renesance, Malvern, 2023)
- Le dictionnaire des religions; 1990; s Mirceou Eliadem (Slovník náboženství, Český spisovatel, 1993)
- Les Gnoses Dualistes d´Occident; 1990 (Dualistické gnóze Západu, Argo, 2008)
- The Tree of Gnosis : Gnostic Mythology from Early Christianity to Modern Nihilism; 1992